# BMW E90
BMW E90 er platformen på den femte generation BMW 3-serie. E90 blev lanceret til modelåret 2005 og afløste den tidligere 3-serie E46. Modelskiftet af sedanen, E90, i 3-serien indledte en udskiftning af hele modelprogrammet. Således lancerede BMW senere i 2005 en ny Touring, E91, inden en coupé, E92, og en cabriolet, E93, fulgte i 2006.
I september 2008 (modelår 2009) introducerede udgav BMW en faceliftet version af sedan- og stationcarmodellen, officielt kaldt LCI (Life Cycle Impuls). Denne opdatering bød på flere ændringer, heriblandt en ny motor (N57 ind - M57 ud) i 330D modellen. Man havde desuden ændret på bag- og forkofanger, forlygter og baglygter samt en ændret bagklap og BMW’s ikoniske nyregrill.

## Modtagelse
Den femte generation 3-serie er generelt blevet positivt modtaget, hvilket kunne læses af ganske høje salgstal kort efter lanceringen. Denne 3-serie bliver lige som sine forgængere betragtet som førende i sin klasse hvad angår køreegenskaber. Herudover har BMW også modtaget megen ros for flere af motorerne, der tilbydes i 3-serien. Specielt har den treliters magnesium motor i 330i modtaget flotte anmeldelser i USA, mens twin-turbomotoren i 335i to gange, 2007 og 2008, er blevet kåret til International Engine of the Year.[kilde mangler]
3-serien har dog også modtaget negativ kritik, hvilket hovedsageligt har gået på sedannes "konservative" design, det "ringe standardudstyrs-niveau" samt det omdiskuterede multimediesystem iDrive.[kilde mangler]

## Billeder
- BMW E90
- BMW E90
- BMW E91
- BMW E91
- BMW E92
- BMW E92
- BMW E93
- BMW E93
- BMW E93 (since 2010)
- BMW E93 (since 2010)
- Kabine

## Motorprogram
3-seriens motorprogram i Danmark består pr. 22. maj 2008 af fem benzinmotorer og fem dieselmotorer: